# Liliana Allen
Liliana Allen Doll (ur. 24 marca 1970 w Holguín) – kubańska lekkoatletka, sprinterka, w drugiej części kariery sportowej reprezentująca Meksyk.

## Sukcesy
- 7. miejsce podczas Mistrzostw Świata w Lekkoatletyce (sztafeta 4 × 100 m Rzym 1987)
- 2 brązowe medale w konkurencjach indywidualnych na Mistrzostwach Świata Juniorów w Lekkoatletyce (bieg na 100 m i na 200 m Sudbury 1988, kubańska sztafeta 4 × 100 metrów wywalczyła podczas tej imprezy srebrny medal)
- 4. miejsce w Halowych Mistrzostwach Świata w Lekkoatletyce (Bieg na 60 m Budapeszt 1989)
- liczne medale zdobyte podczas Igrzysk Państw Ameryki Środkowej i Karaibów, w tym m.in. 6 złotych medali indywidualnie na 100 i 200 metrów
- brąz Halowych Mistrzostw Świata w Lekkoatletyce (Bieg na 60 m Sewilla 1991)
- finał Igrzysk olimpijskich (Sztafeta 4 × 100 m Barcelona 1992, kubańska sztafeta nie ukończyła biegu finałowego)
- liczne medale zdobyte podczas Igrzysk Panamerykańskich, w tym m.in. 3 złote medale indywidualnie na 100 i 200 metrów
- dwa drugie miejsca w Pucharze świata (Bieg na 100 m, Hawana 1992 i Londyn 1994)
- 4. miejsce na Halowych Mistrzostwach Świata w Lekkoatletyce (Bieg na 60 m Toronto 1993)
- 6. miejsce w Mistrzostwach Świata (sztafeta 4 × 100 m Stuttgart 1993)
- 4. miejsce podczas Halowych Mistrzostw Świata w Lekkoatletyce (Bieg na 60 m Barcelona 1995)

Oprócz dwóch złotych medali Igrzysk Państw Ameryki Środkowej i Karaibów z 2002 wszystkie inne sukcesy Allen odniosła jako Kubanka.

## Rekordy życiowe
- Bieg na 100 m – 11,09 (1999) rekord Meksyku
- Bieg na 200 m – 22,72 (1994)
- Bieg na 400 m – 53,82 (2003)
- Bieg na 50 m (hala) – 6,11 (2000) rekord Meksyku, 10. wynik w historii światowej lekkoatletyki
- Bieg na 60 m (hala) – 7,08 (2000) rekord Meksyku